# リウネ州

リウネ州
Рівненська область

リウネ州（リウネしゅう、ウクライナ語: Рівненська область リーヴネンスィカ・オーブラスチ）はウクライナの州の一つ。ロシア語名ではロヴネ州、ポーランド語名ではルヴネ州となる。州都はリウネ。

## 地理
| 母語話者（リウネ州） 2001 | 母語話者（リウネ州） 2001 | 母語話者（リウネ州） 2001 | 母語話者（リウネ州） 2001 | 母語話者（リウネ州） 2001 |
| ------------------------- | ------------------------- | ------------------------- | ------------------------- | ------------------------- |
|                           |                           |                           |                           |                           |
| ウクライナ語              | ウクライナ語              |                           | 97.0%                     | 97.0%                     |
| ロシア語                  | ロシア語                  |                           | 2.7%                      | 2.7%                      |

ウクライナの北西部に位置する。面積は20,047km2。南北の距離は210km、東西の距離は130kmに及ぶ。
東はジトーミル州、南東はフメリニツキー州、南はテルノーピリ州、南西はリヴィウ州、西はヴォルィーニ州と接している。
北はベラルーシのブレスト州およびホメリ州と国境を接している。
この地域は、歴史的なヴォルィーニ地域のほぼ中央に位置している。

### 地形
北部はポリシャ低地の一部で、標高は概ね140-180mである。
南部はヴォリン高地に属し、ポフチャンスカヤ高地（最高361m）、ミソツキー尾根（最高342m）などでは標高300m以上に達する。最南端はポドルスカ高地の一部をなしており、州の南西端にはリウネ州の最高地点（372m）がある。

### 河川湖沼
リウネ州には、長さ10km以上の河川が171ある。その全てがドニエプル川流域に属している。主な河川はホルィニ川（地域内の長さ386km）とその最大の支流であるスルチ川である。ほかにストィル川、レオ川、スティガ川がある。州都リウネを流れるウスチャ川はホルィニ川へ合流する。州北西部にはプリピャチ川が流れる。
リウネ州には、150の湖がある。湖の総面積は260 km²以上となる。州最大のノベリ湖では釣りを楽しむことができ、これに次いで大きいビーレ湖（озеро Біле）は2.5mの透明度の美しい湖で、いずれも多くの人が訪れている。また、12の貯水池と1688の池が設けられている。

### 天然資源
州の大部分は森林地帯で、森林面積は80.5万ヘクタール、森林面積率は42.1％である。
鉱物資源は18種、365の鉱床が知られている。ウクライナにおける玄武岩の独占的な産地である。琥珀の埋蔵量も豊富であり、リウネ琥珀として知られている。

## 歴史
この土地の血統は、古スラブ民族のドゥレーブィ族やヴォルィニャーネ族、ドレヴリャーネ族にルーツがある。

### 中世
10世紀末、この地域はヴォルィーニ公国の一部となった。この時期の重要都市はドロホブージとペレソープヌィツャで、11世紀から12世紀にかけて分領公国の中心地であった。
1100年、『原初年代記』でドゥブノが初めて言及された。
1283年、ポーランドの年代記において、ハールィチ・ヴォルィーニ大公国の一集落としてリウネが初めて言及された。

### リトアニア・ポーランド版図の時代
1340年以降、この地域はリトアニア大公国の領土となった。
1386年、ドゥブノがオストログスキ家の所有となった。
1461年、リウネはリトアニア大公国の王子セメン・ネスヴィツキーの所有となった。王子の死後、領主となった妻マリアはリウネンスカヤ妃と名乗り、街を流れるウスチャ川の島に城の建造を命じた。水に囲まれ橋で結ばれていた城の付近に、職人や入植者を住まわせた。町は三角形の形状をしており、通りは3方向に分かれ、キーウ、オストロフ、ドゥブノに至る道が続いていた。このため、町のシンボルは三面が開放されている門となった。
1492年、ポーランド王とリトアニア大公は、リウネにマグデブルグ法を適用し自治権を与えた。
1518年、リウネがオストログスキ家の所有となった。1538年、リウネの所有はイリヤ・オストログスキに渡った。彼は翌年、ジグムント1世の非嫡出子ベアタ・コシチェレツカと結婚した。結婚を記念して行われた馬上槍試合で、イリヤは皇太子ジグムント2世と対戦するという栄誉にあずかったが、落馬して試合に負けたばかりか、数か月後にこの試合で受けた怪我のために亡くなった。結婚してすぐに未亡人となったベアタは、夫の死後に一人娘エルジュビェタを出産した。エルジュビェタは悲劇的な生涯を送り、のちにポーランド、ウクライナ、ロシアの文学作品に登場するテーマとなった。
1569年、ポーランド・リトアニア共和国が成立。リウネ地域はポーランド王国の領地となる。
1629年、最初の人口調査が行われた。当時の主要都市は、オストロフ、コレツ、ステパニ、リウネ、ドゥブノであった。
1648年、ボフダン・フメリニツキーによるコサックの蜂起フメリニツキーの乱が起こり、リウネ地域に大きな影響を及ぼした。リウネが略奪を受け、オストロフは焼き討ちにあったほか多くのユダヤ人が殺された。ドゥブノ城は激しい戦闘の舞台となった。1651年6月、17世紀ヨーロッパ最大の地上戦といわれるベレステーチコの戦いにおいてコサックは大敗を喫した。1654年のペレヤースラウ会議でフメリニツキーがロシア・ツァーリ国の保護を受ける協定に批准したことは同年のロシア・ポーランド戦争の引き金となった。
1667年、ポーランド・リトアニア共和国とロシアの間で結ばれたアンドルソヴォ条約により、リウネ地域を含む右岸ウクライナはポーランド・リトアニア共和国の領土となった。左岸ウクライナがロシア領となったことで、ロシアの存在感は増すこととなった。
1723年からリウネは、ポーランド貴族ルボミルスキの所有となった。このことは街に大きな変化をもたらした。荒廃していたリウネ城が修復され、ルボミルスキ宮殿の周りには、豪華な公園が設けられた。また、当時、他のヨーロッパ諸国で弾圧を受けていたユダヤ人がリウネに多く移住した。

### ロシア帝国領時代
1792年に勃発したポーランド・ロシア戦争はロシアの勝利となり、1793年、第二次ポーランド分割が行われた。その結果リウネ地域の大半がロシア領となった。リウネ市は地域の中心都市であった。
1857年にキーウ・ブレスト間の高速道路が開通した。また1873年には鉄道が開通し、リウネ市の発展のきっかけとなった。1870年に6,300人だったリウネ市の人口は、1897年には24,600人、1911年には33,700人と急増した。
また1890年代以降、この地域の主要都市の人口の半分以上がユダヤ人であった。1921年のドゥブノのユダヤ人人口は5315人で全体の約6割だった。小さな村だったサルヌイも、鉄道の開通とともにユダヤ人の流入が増え、急速に発展した。サルヌイにおけるユダヤ人の人口は1921年に2,808人（全体の47％）であったが、1937年に4,950人（45％）となっていた。
第一次世界大戦では、リウネ地域はしばしば前線となった。

### ウクライナ国家の成立
1917年、ロシアで起きた2月革命で帝政が崩壊すると、ウクライナでも自治機運が高まり、政治組織中央ラーダが誕生した。続いてロシアでボリシェヴィキによる十月革命が起きたが、ボリシェヴィキと対立関係となった中央ラーダは、11月22日に自治国家の成立を宣言した。これがウクライナ人民共和国である。1918年1月には独立宣言を行った。首都はキーウだったが、1919年4月から5月にかけて一時的にリウネに政府が置かれた。
1920年、ポーランド・ソビエト戦争の中でこの地域はポーランド軍に占領され、1921年のリガ平和条約によりポーランドのヴォリン県へ編入された。
1939年9月のソビエト連邦によるポーランド侵攻により、リウネ地域はポーランドの支配から解放され、ウクライナ・ソビエト社会主義共和国（UkSSR）へ組み込まれることとなった。現在のリウネ州の範囲はこのとき定められた。
1941年、ナチス・ドイツの占領下となった。リウネ州には多くのユダヤ人が居住・避難していたが、ドイツ軍によって殺害された。
1944年、ソビエト軍がリウネを解放した。
1950年代以降、リウネ州は工業の中心地として急速に発展した。主な産業は、機械製造、金属加工業、建築資材産業、建設業、軽工業（リネン製造）、食品加工（食肉加工、果物缶詰、菓子）である。
1991年、ウクライナが独立国家となり、現在に至っている。

## 行政区分
2020年7月の行政区画の整理に伴い、リウネ州のラヨンは4つとなった。
リウネ、ドゥブノ、ヴァラシュ、オストロフの4都市を含む11の市と、16の都市型集落が設定されている。また999の農村集落がある。
- リウネ地区：面積 7,219km2、人口 629,531人
- サルヌイ地区：面積 6,207km2、人口 212,598人
- ドゥブノ地区：面積 3,294.6km2、人口 167,728人
- ヴァラシュ地区：面積 3,322km2、人口 138,599人

### 主な都市
| 日本語             | ウクライナ語 | 人口    | 区分       | 地区       |
| ------------------ | ------------ | ------- | ---------- | ---------- |
| リウネ             | Рівне        | 245,289 | 市         | リウネ     |
| ヴァラシュ         | Вараш        | 42,126  | 市         | ヴァラシュ |
| ドゥブノ           | Дубно        | 37,257  | 市         | ドゥブノ   |
| コストピル         | Костопіль    | 31,060  | 市         | リウネ     |
| サルヌイ           | Сарни        | 28,865  | 市         | サルヌイ   |
| ズドルブニウ       | Здолбунів    | 24,642  | 市         | リウネ     |
| オストロフ         | Острог       | 15,195  | 市         | リウネ     |
| ベレズネ           | Березне      | 13,280  | 市         | リウネ     |
| ラディヴィリウ     | Радивилів    | 10,472  | 市         | ドゥブノ   |
| ドゥブロウィツィア | Дубровиця    | 9,359   | 市         | サルヌイ   |
| ウォロディミレツ   | Володимирець | 9,320   | 都市型集落 | ヴァラシュ |
| ムリニウ           | Млинів       | 8,140   | 都市型集落 | ドゥブノ   |
| クヴァシリウ       | Квасилів     | 8,117   | 都市型集落 | リウネ     |
| クレヴァン         | Клевань      | 7,650   | 都市型集落 | リウネ     |
| ザリチネ           | Зарічне      | 7,345   | 都市型集落 | ヴァラシュ |
| コレツ             | Корець       | 6,982   | 市         | リウネ     |
| ロキトネ           | Рокитне      | 6,567   | 都市型集落 | サルヌイ   |
| ホシチャ           | Гоща         | 5,300   | 都市型集落 | リウネ     |
| クレシウ           | Клесів       | 4,600   | 都市型集落 | サルヌイ   |
| ステパン           | Степань      | 4,081   | 都市型集落 | サルヌイ   |
| オルツィウ         | Оржів        | 3,835   | 都市型集落 | リウネ     |
| ラファリウカ       | Рафалівка    | 3,462   | 都市型集落 | ヴァラシュ |
| ミゾチ             | Мізоч        | 3,365   | 都市型集落 | リウネ     |
| スミハ             | Смига        | 2,597   | 都市型集落 | ドゥブノ   |
| デミディウカ       | Демидівка    | 2,474   | 都市型集落 | ドゥブノ   |
| トマシュホロド     | Томашгород   | 2,442   | 都市型集落 | サルヌイ   |
| ソスノヴェ         | Соснове      | 1,945   | 都市型集落 | リウネ     |

## 人口
- 総人口（2021年）：114万8456人（都市人口54万5767人、農村人口60万2689人）
- 性別人口（2001年）：男性55万5600人（47%）、女性61万7700人（53%）[18]

## 見どころ
- オストロフ城[19]
- ドゥブノ城（英語版）[20]
- タラカニフ要塞（英語版）[21]
- 恋のトンネル
- 狭軌鉄道（アントニウカ－ザリチネ）[22]
- ベレステーチコ古戦場　国立記念公園[23]